# Самохваловська сільська рада
Самохва́ловська сільська рада (рос. Самохваловский сельский совет) — сільське поселення у складі Шатровського району Курганської області Росії.
Адміністративний центр — село Самохвалово.
Населення сільського поселення становить 703 особи (2017; 861 у 2010, 1237 у 2002).

## Склад
До складу сільського поселення входять:
| Населений пункт       | Населення, осіб (2002) | Населення, осіб (2010) |
| --------------------- | ---------------------- | ---------------------- |
| Бідинка, присілок     | 38                     | 7                      |
| Ірюм, присілок        | 227                    | 137                    |
| Калмакова, присілок   | 44                     | 14                     |
| Лугова, присілок      | 3                      | 7                      |
| Овчинникова, присілок | 25                     | 0                      |
| Помалово, присілок    | 23                     | 26                     |
| Самохвалово, село     | 692                    | 583                    |
| Спаське, присілок     | 58                     | 24                     |
| Теплоухова, присілок  | 127                    | 63                     |